# Freehold (Nueva Jersey)
Freehold es un borough ubicado en el condado de Monmouth en el estado estadounidense de Nueva Jersey. En el año 2020 tenía una población de 12.538 habitantes y una densidad poblacional de 2.507,6 personas por km².

## Geografía
Freehold se encuentra ubicado en las coordenadas 40°15′32″N 75°16′31″O / 40.25889, -75.27528.

## Demografía
Según la Oficina del Censo en 2000 los ingresos medios por hogar en la localidad eran de $48,654 y los ingresos medios por familia eran $53,374. Los hombres tenían unos ingresos medios de $35,855 frente a los $30,377 para las mujeres. La renta per cápita para la localidad era de $19,910. Alrededor del 12% de la población estaba por debajo del umbral de pobreza.